# Ein Zwilling kommt selten allein (1989)
Ein Zwilling kommt selten allein (im Original: Parent Trap III) ist eine US-amerikanische Fernseh-Komödie der Walt Disney Company aus dem Jahr 1989, unter der Regie von Mollie Miller. Der Film ist die zweite Fortsetzung der 1961 erschienenen Komödie Die Vermählung ihrer Eltern geben bekannt.

## Handlung
Als die jugendlichen Drillinge, Megan, Lisa und Jessie Wyatt aus ihren Sommerferien nach Hause zurückkehren, müssen sie erfahren, dass ihr allein erziehender Vater, Jeffrey Wyatt, sich entschlossen hat wieder zu heiraten. Die Auserwählte, Cassie McGuire, ist dabei so gar nicht nach dem Geschmack der drei Mädchen. Als Cassie beschließt das Haus neu gestalten zu lassen, tritt die Innenarchitektin Susan in das Leben der Familie. Die Drillinge finden Gefallen an ihr und glauben, dass Susan die bessere Frau für ihren Vater wäre. Sie schmieden einen Plan, für den sie sich mit Susan und deren Zwillingsschwester verbünden. Gemeinsam tun sie alles ihnen Mögliche, um die Hochzeit mit Cassie zu verhindern, damit die Hochzeitsglocken letztlich für Jeffrey und Susan läuten können.

## Veröffentlichungen
Die Erstausstrahlung im US-amerikanischen Fernsehen fand am 9. April 1989 statt.

## Verfilmungen mit gleichem Titel
Im Jahr 1998 kam aus dem Hause Disney unter dem gleichen Titel Ein Zwilling kommt selten allein ein Remake des Films Die Vermählung ihrer Eltern geben bekannt von 1961 in die Kinos, welches daher ebenso auf dem Erich-Kästner-Roman Das doppelte Lottchen basiert.
Die US-amerikanische Fernsehserie Ein Zwilling kommt selten allein erschien im Jahr 1998 mit den Zwillingen Mary-Kate und Ashley Olsen in den Hauptrollen.